# کی‌اس‌آی
اولاجیده اولایینکا ویلیامز "جی جی" اولاتونجی (به انگلیسی: Olajide Olayinka Williams "JJ" Olatunji; زادهٔ ۱۹ ژوئن ۱۹۹۳) با نام مستعار: کی‌اس‌آی (به انگلیسی: KSI) ستاره اینترنتی، یوتیوبر، بازیگر، بوکسور و خواننده رپ اهل انگلستان است. او یک برادر کوچکتر به نام Deji دارد. او پس از مبارزه با لوگان پاول به شهرت زیادی رسید.
او در سال ۲۰۰۹ کانال یوتیوب خود را به نام KSIOlajideBT راه‌اندازی کرد. در ابتدا او ویدئوهای کمدی از بازی فیفا منتشر می‌کرد. همزمان با افزایش مخاطبانش در یوتیوب او اقدام به انتشار ویدئوهای کمدی و ولاگ کرد. از ماه مه سال ۲۰۲۰، کانال وی بیش از ۲۱ میلیون مشترک و بیش از ۵ میلیارد بازدید ویدیویی داشته‌است. در سال ۲۰۱۹، مجله تایمز او را در رتبه دوم «بانفوذ‌ترین محتوا ساز آنلاین» در انگلستان قرار داد.
در اوایل کار در یوتیوب، کی‌اس‌آی ترانه‌های کمدی رپ منتشر می‌کرد. همچنین او نویسندگی و تولید بسیاری از ترانه‌های خود را با همکاری هنرمندان حرفه ای، از جمله ریک راس، لیل بیبی، تریپی رد، لیل پمپ و افست انجام داده‌است. در ماه مه سال ۲۰۲۰، او به ۱۰ آهنگ برتر در جدول تک‌آهنگ‌های بریتانیا و شماره سوم در جدول آلبوم‌های ریتم اند بلوز در انگلستان دست یافته‌است.
کی‌اس‌آی، در فیلم کمدی انگلیسی سکس داشتن در آمریکا (۲۰۱۶) به ایفای نقش پرداخته و فیلمی مستند از اولین مبارزه بوکس وی به نام (KSI: Can't Lose (2018 ساخته شده.

## اوایل زندگی
اولاجیده اولایینکا ویلیامز "جی جی" اولاتونجی، در ۱۹ ژوئن سال ۱۹۹۳ از والدین نیجریه‌ای به نام جید اولاتونجی و یینکا اولاتونجی به دنیا آمد. وی در واتفورد، هرتفوردشایر انگلستان متولد و بزرگ شد. او در مدرسه Berkhamsted در شهر Berkhamsted، هرتفوردشایر تحصیل کرد. اولاتونجی قبل از آنکه کانال فعلی خود را در سال ۲۰۰۹ ایجاد کند. اولین حساب خود را در یوتیوب با نام "JideJunior" در سال ۲۰۰۸ ایجاد کرد.
اولاجیده هنگامی که درآمد ماهانه مداوم را از ویدئوهای خود دریافت می‌کرد، از ادامه تحصیلات در کالج منصرف شد تا حرفه یوتیوب خود را دنبال کند. در مصاحبه ای در سال ۲۰۱۴ انجام داد، او بازگو کرد: "از معلم پرسیدم آیا باید بروم؟ معلمش پرسید از یوتیوب چقدر درآمد داری؟ و من گفتم "حدود ۱۵۰۰ پوند در ماه". او به من گفت که تو بیشتر از من درآمد داری. در اوایل کار در یوتیوب، پدر و مادر وی با او مخالفت کردند، اما بعد از مدتی کی‌اس‌آی طرفدار پیدا کرد و پدر و مادرش در تعدادی از فیلمهای وی حضور یافتند.

## حرفه بوکس

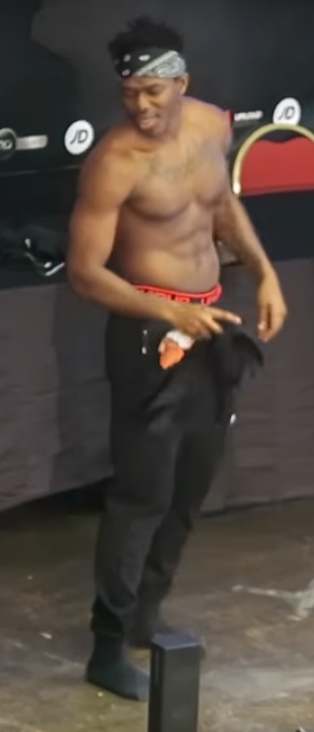
اولاجیده اولایینکا ویلیامز "جی جی" اولاتونجی در سال 2018

کی‌اس‌آی در سه دوره بوکس شرکت کرده، دو بوکس آماتور و یک مبارزه بوکس حرفه ای. اولین مبارزه، در برابر یوتیوبر انگلیسی به نام جو ولر، که توسط کی‌اس‌آی ضربه فنی و در نتیجه برنده شد، و بیش از ۱٫۶ میلیون مخاطبان آنلاین را به خود جلب کرد.

### اولین مبارزه لوگان پاول در مقابل کی‌اس‌آی
در دومین مبارزه کی‌اس‌آی، او در مقابل لوگان پاول قرار گرفت، و به دلیل مساوی بودن امتیازهای دو بازیکن، به صورت تساوی به پایان رسید. این مبارزه، به عنوان «بزرگترین رویداد در تاریخ یوتیوب» و «بزرگترین مبارزه بوکس آماتور تاکنون» شناخته می‌شود و بیش از ۲۱٬۰۰۰ بلیط برای این مبارزه فروخته شد و در پخش زنده این مبارزه به درآمد ۲٫۷ میلیون پوند (۳٫۵ میلیون دلار آمریکا) رسید. و به صورت پخش زنده بیش از ۲٫۲۵ میلیون بیننده داشت، و در حین مبارزه، ۱٫۲ میلیون بازدید کننده به صورت غیرقانونی در توییچ این مبارزه را تماشا کردند. این مبارزه سرانجام بیش از ۱۷ میلیون بازدید آنلاین در کانال رسمی یوتیوب تا تاریخ ۱۸ سپتامبر ۲۰۱۸ داشته‌است.

### مبارزه لوگان پاول در مقابل کی‌اس‌آی ۲
در تاریخ ۳ سپتامبر ۲۰۱۹ مبارزه برگشتی بین این دو اعلام شد. این مبارزه در ۹ نوامبر ۲۰۱۹ در ورزشگاه استیپلز سنتر در لس آنجلس رخ داد. برخلاف اولین مبارزه، این مسابقه یک مبارزه حرفه ای بود و هر دو کلاه ایمنی بر سر نداشتند.
پس از شش دور سه دقیقه ای، دو داور مبارزه حاضر در صحنه، امتیاز ۵۷–۵۴ و ۵۶–۵۵ برای کی‌اس‌آی اعلام کردند، در حالی که داور سوم آن را ۵۶–۵۵ به نفع لوگان پاول اعلام کرد. در نتیجه کی‌اس‌آی برنده این مبارزه شد. لوگان و کی‌اس‌آی پس از مبارزه به یکدیگر دست دادند و هر دو به یکدیگر ادای احترام کردند.
بعد از باخت لوگان پاول، او از برگزاری سومین مبارزه اعلام حمایت کرد، اما کی‌اس‌آی هرگونه برگزاری سومین مبارزه با لوگان پاول را رد کرد و گفت: «این کار برای من تمام شده‌است. . . من به سوی هدف بعدی حرکت می‌کنم.»